# Christoph Probst
Christoph Probst (Murnau am Staffelsee, 6 de noviembre de 1919-Múnich, 22 de febrero de 1943) fue un estudiante de medicina alemán y miembro de la Rosa Blanca, organización que luchó contra el nazismo.

## Biografía
Fue ejecutado junto con Hans Scholl y Sophie Scholl. Tenía tres hijos, uno de ellos de un mes en el momento de su muerte.
Probst y los hermanos Scholl fueron los primeros en comparecer ante el tribunal, el 22 de febrero de 1943. Se les encontró culpables de traición. Roland Freisler (el juez supremo del Tribunal del Pueblo de Alemania) los condenó a ser ejecutados en la guillotina ese mismo día. 
Los otros miembros clave del grupo —Alexander Schmorell, Willi Graf y Kurt Huber— también fueron decapitados más tarde aquel verano. 
Amigos y colegas de la Rosa Blanca, aquellos que habían ayudado en la preparación y distribución de folletos, así como recaudado dinero para la viuda e hijos pequeños de Probst, fueron sentenciados a penas de prisión entre los seis meses y los diez años. Un numeroso grupo perteneciente a la Rosa Blanca fue muerto o deportado a campos de concentración.